# Ду-воп
Ду-воп или ду-уоп (англ. doo-wop, также встречаются названия ду-вап или ду-вуп) — вокальный поджанр ритм-н-блюза, стиль поп-музыки, представляющий собой гармонично звучащее пение с минимальным музыкальным сопровождением, зародившийся в 1930—1940-х годах в США и бывший популярным в 1950—1960-х годах.

## Характеристика
В ду-воп-песнях практически не бывает моментов, когда затихают голоса всех исполнителей. Группы состоят минимум из четырёх-пяти человек, в процессе пения солист может меняться местами с бэк-вокалистами, поющими гармонию, или даже с басом, создающим низкий ритм (Джонни Симбал «Mr. Bassman»). Обычно используемые музыкальные инструменты: электрогитара, саксофон, пианино, контрабас, ударные.
Любовь — основная тематика ду-воп песен: рождение жанра происходило на улицах и перекрёстках, где компании молодых ребят таким образом старались привлечь внимание девушек.

## История
Название «ду-воп» появилось в конце 1960—1970-х годов, до этого жанр называли рок-н-роллом и, позже, «старой городской музыкой» (англ. old town music), и происходит от слогов, использовавшихся для создания ритма. Сильное влияние на ду-воп оказала традиция церковного хорового пения госпел. Многие песни жанра ду-воп исполняются а-капелла (The Chaperals «Hushabye», Excellents «My Juanita»).

## В СССР
Ду-воп, творчески обогащённый влиянием советской композиторской школы, стал популярен в эстрадной музыке времён «оттепели» (1950—60-е), песни в этом жанре занимали заметное место в репертуаре вокального квартета "Аккорд" (создан в 1960 году),  Эдиты Пьехи, Марии Лукач, Муслима Магомаева, Марии Кодряну и многих других, став наряду с твистом своеобразной музыкальной визитной карточкой советской эстрады 1960-х годов.